# تل غهي (سررود الجنوبي)
تل غهي (بالفارسية: تل گهی) هي قرية تقع في إيران في قسم سررود الجنوبي الريفي. يقدر عدد سكانها بـ 104 نسمة بحسب إحصاء 2016.